# Poniedziałek (film 1998)
Poniedziałek – polski dramat sensacyjny z 1998 roku w reżyserii Witolda Adamka. Był to debiut reżyserski tego znanego operatora filmowego.

## Fabuła
Akcja filmu rozgrywa się w ciągu jednej doby (tytułowego poniedziałku) w małym dolnośląskim mieście (Świdnicy). Panuje wysokie bezrobocie. Maniek (Bolec) jeździ samochodem dostawczym w hurtowni. Jego szef (Tomasz Stańko) nie płaci mu pieniędzy, ponieważ stracił płynność finansową z powodu udzielania pożyczek ludziom, którzy nie spłacali mu swoich długów. Maniek domaga się od pracodawcy zaległych wypłat, ale ten zamiast gotówki oddaje mu notatnik z nazwiskami swoich dłużników. Zdesperowany Maniek, nie widząc innego sposobu na odzyskanie pieniędzy, postanawia siłą ściągać pieniądze od dłużników. Do pomocy werbuje Dawida (Paweł Kukiz) – swojego zaufanego kolegę z wojska. Po krótkiej naradzie rozpoczynają ściąganie długów na swoje konto. Trafiają na ciężki przypadek, który wywołuje lawinę komplikacji, na Romka i jego ojca. Ojciec Romka za pieniądze od szefa hurtowni kupił mu mieszkanie. Dochodzi do uprowadzenia Dawida przez Romka oraz Romka i jego ojca przez Mańka i Dawida. Na koniec Maniek i Dawid postanawiają opuścić miasto.

## Obsada
- Bolec jako Maniek
- Paweł Kukiz jako Dawid
- Marek Bargiełowski jako Waldemar, ojciec Romka
- Michał Gadomski jako Romek
- Kinga Preis jako Renata
- Stanisław Jaskułka jako właściciel warsztatu samochodowego
- Nagły Atak Spawacza i Kaliber 44 jako dilerzy narkotyków
- Teresa Sawicka jako Halina
- Stanisław Penksyk jako Marian
- Jarosław Gruda jako Cygan
- Andrzej Żarnecki jako ksiądz
- Artur Bartos jako Michał
- Tomasz Stańko jako właściciel hurtowni
- Anna Kaczmarczyk jako Krystyna
- Eugeniusz Kaczmarek jako Mietek
- Barbara Baryżewska jako Maria
- Grzegorz Markocki jako śpiewak w bloku
- Shazza jako ekspedientka w sklepie
- Radoskór jako Artur
- Marek Kryjom jako chłopak z hotelu robotniczego

## Plenery
Film nakręcono w Świdnicy. Za fabrykę azbestu posłużyła cukrownia w Pszennie.

## Nagrody
- Festiwal Polskich Filmów Fabularnych w Gdyni:
  - Nagroda Indywidualna – za najlepszą rolę drugoplanową kobiecą - Kinga Preis
  - Złoty Lew (nominacja) – udział w konkursie głównym - Witold Adamek
- Polska Akademia Filmowa:
  - Orzeł (nominacja) – za najlepszą rolę drugoplanową kobiecą - Kinga Preis

## Muzyka z filmu
- Poniedziałek – album z muzyką do filmu (1999)